# Johann II. (Pfalz-Zweibrücken-Veldenz)

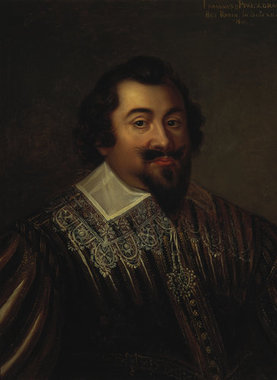
Johann II. von Pfalz-Zweibrücken

Johann II. von Pfalz-Zweibrücken, genannt der Jüngere (* 26. März 1584 in Bergzabern; † 9. August 1635 in Metz) war von 1604 bis zu seinem Tod Herzog von Pfalz-Zweibrücken. Er entstammte der jüngeren Linie Zweibrücken.

## Leben
Johann war der älteste überlebende Sohn des Herzogs und Pfalzgrafen Johann I. von Zweibrücken (1550–1604) aus dessen Ehe mit Magdalena (1553–1633), Tochter des Herzogs Wilhelm von Jülich-Kleve-Berg. Erzogen wurde Johann unter anderem durch Theodor Esich und Wilhelm von Botzheim. Zwischen 1600 und 1604 befand sich Johann auf seiner Kavalierstour, die ihn unter anderem nach Frankreich führte.
Nach dem Tod seines Vaters 1604 teilte Johann mit seinen Brüdern das Land. Johann behielt Zweibrücken, sein jüngerer Bruder Friedrich Kasimir erhielt Schloss und Stadt Landsberg, der jüngste Bruder Johann Kasimir Neucastel und Kleeburg. 1609 fielen durch Lehnsrecht Tiefenthal und die Herrschaft Bischweiler im Elsass an Johann, der sich im selben Jahr mit seinem Herzogtum der Protestantischen Union anschloss. Im Jülich-Klevischen Erbfolgestreit scheiterte er bei dem Versuch, den weiblichen Erbfolgeanspruch seiner Mutter Magdalena auf die Herzogtümer Jülich-Kleve-Berg für Pfalz-Zweibrücken geltend zu machen.
Als Gesandter der protestantischen Kurfürsten ging Johann nach der Ermordung des Königs Heinrich IV. nach Frankreich.
Von 1610 bis 1614 war Johann II. Vormund des minderjährigen Kurfürsten Friedrich von der Pfalz, in dieser Funktion nach dem Tod des Kaisers Rudolf II. im Jahre 1612 kurzzeitig auch Reichsvikar des Heiligen Römischen Reichs. Um dies zu unterstreichen, ließ er die Pfalz-Zweibrückischen Münzen mit dem kaiserlichen Doppeladler prägen. Als Vormund des pfälzischen Kurfürsten residierte Johann in Heidelberg, wo er sich huldigen ließ und sich mit Hilfe des Gelehrten Marquard Freher gegen seinen Onkel Philipp Ludwig von Neuburg durchsetzte, dem dieses Amt eigentlich zugestanden hätte. Nach der Wahl Friedrichs V. von der Pfalz zum König von Böhmen wurde Johann 1620 erneut Statthalter der Kurpfalz, wo er allerdings kaum noch Einfluss gewinnen konnte.
Johann II. gründete in Zweibrücken eine französische reformierte Gemeinde. Im Dreißigjährigen Krieg und nach der Auflösung der Union um Neutralität bemüht, verlor Johann nicht nur Rechte und Einkünfte, sondern 1628 auch das Kloster Hornbach an den Kaiser. 1634 schloss er sich dem Heilbronner Bund an. Am 13. Juni 1635 musste Johann mit seiner Familie vor kaiserlichen Truppen des Grafen Gallas nach Metz fliehen, während sein Herzogtum verwüstet wurde. Er starb kurz nach seiner Flucht in Metz, und seine sterblichen Überreste konnten erst 1646 nach Zweibrücken überführt werden, wo sie in der Alexanderskirche in Zweibrücken beigesetzt wurden.

## Ehen und Nachkommen
Johann II. war zweimal verheiratet. Seine erste Gemahlin wurde am 28. August 1604 in Blain in der Bretagne Catherine de Rohan (1578–1607), Tochter des René II. de Rohan, Vicomte de Rohan und Comte de Porhoët. Catherine war eine Schwester des Hugenottenführers Henri II. de Rohan. Aus dieser Ehe hatte er eine Tochter:
- Magdalena Katharina (1607–1648)

⚭ 1630 Herzog und Pfalzgraf Christian I. von Birkenfeld (1598–1654)
Seine zweite Ehefrau wurde am 4. Mai 1612 in Heidelberg Luise Juliane (1594–1640), Tochter des Kurfürsten Friedrich IV. von der Pfalz, mit der er sieben Kinder hatte:
- Elisabeth Louise Juliane (1613–1667), Äbtissin in Herford
- Katharina Charlotte (1615–1651)

⚭ 1631 Herzog und Pfalzgraf Wolfgang Wilhelm von Neuburg (1578–1653)
- Friedrich (1616–1661), Herzog und Pfalzgraf von Zweibrücken
- Anna Sibylle (1617–1641)
- Johann Ludwig (1619–1647)
- Juliane Magdalene (1621–1672)

⚭ Pfalzgraf Friedrich Ludwig von Landsberg (1619–1681)
- Marie Amalie (1622–1641)